# Uhata rusonožka
Uhata rusonožka (znanstveno ime Pentatoma rufipes) je pretežno rastlinojeda vrsta stenice iz družine ščitastih stenic, razširjena po večjem delu Evrazije.

## Opis
Je ena največjih evropskih stenic, odrasli dosežejo 12 do 15 mm v dolžino in so bleščeče rjavo obarvani po vrhu telesa – svetlorjavo spomladi in temnejše proti jeseni. Prepoznavni znak sta konici (»ušesi«) z zobcem na sprednjih robovih oprsja. Poleg tega je zanje značilna oranžna konica ščitka, ki sega daleč čez zadek, in rdečerjava obarvanost nog ter tipalnic. Ob robu zadka na zgornji strani je enakomeren vzorec svetlih lis na temni podlagi.
Razvijejo en rod na leto. Nimfe so na začetku skoraj črne, kasneje pa postanejo svetlejše s temnimi lisami, učinkovita kamuflaža na drevesnem lubju. Za razliko od večine ščitastih stenic prezimijo kot nimfe drugega stadija in končajo razvoj poleti naslednje leto.

## Ekologija in razširjenost
Vrsta je razširjena po listnatih gozdovih večjega dela Palearktike, predvsem v severni polovici Evrope. Prehranjuje se zlasti na dobu, med pogostejšimi gostitelji pa so še črna jelša, navadna leska, bukev in sadno drevje (jablana, hruška, češnja, marelica). Poleg tega je oportunistični plenilec: s svojim sesalom včasih prebada različne druge žuželke in sesa njihovo hemolimfo. Tudi v Sloveniji je splošno razširjena, pogosta predvsem v bukovih gozdovih.
Ker napada druge žuželke, naj bi bila koristna za biološki nadzor škodljivcev, po drugi strani pa v zadnjih letih  opažajo povečanje števila uhatih rusonožk v severnejših predelih Evrope, ki povzročajo škodo v sadovnjakih. Problematične so predvsem ličinke, ki sesajo na mladih plodovih in povzročajo deformacijo sadežev, odrasli pa popackajo pridelek s svojimi izločki. Poleg tega predstavljajo nevšečnost, ko jeseni rinejo v človekova bivališča, kjer najdejo zatočišče. Povečevanje populacije naj bi bilo povezano s prepovedjo nekaterih pesticidov v Evropski uniji, ki so prej netarčno delovali tudi na uhate rusonožke.